# Bidos
Bidos is een gemeente in het Franse departement Pyrénées-Atlantiques (regio Nouvelle-Aquitaine). De plaats maakt deel uit van het arrondissement Oloron-Sainte-Marie. Bidos telde op 1 januari 2022 1.109 inwoners.

## Geografie
De oppervlakte van Bidos bedroeg op 1 januari 2022 1,36 vierkante kilometer; de bevolkingsdichtheid was toen 815,4 inwoners per km².

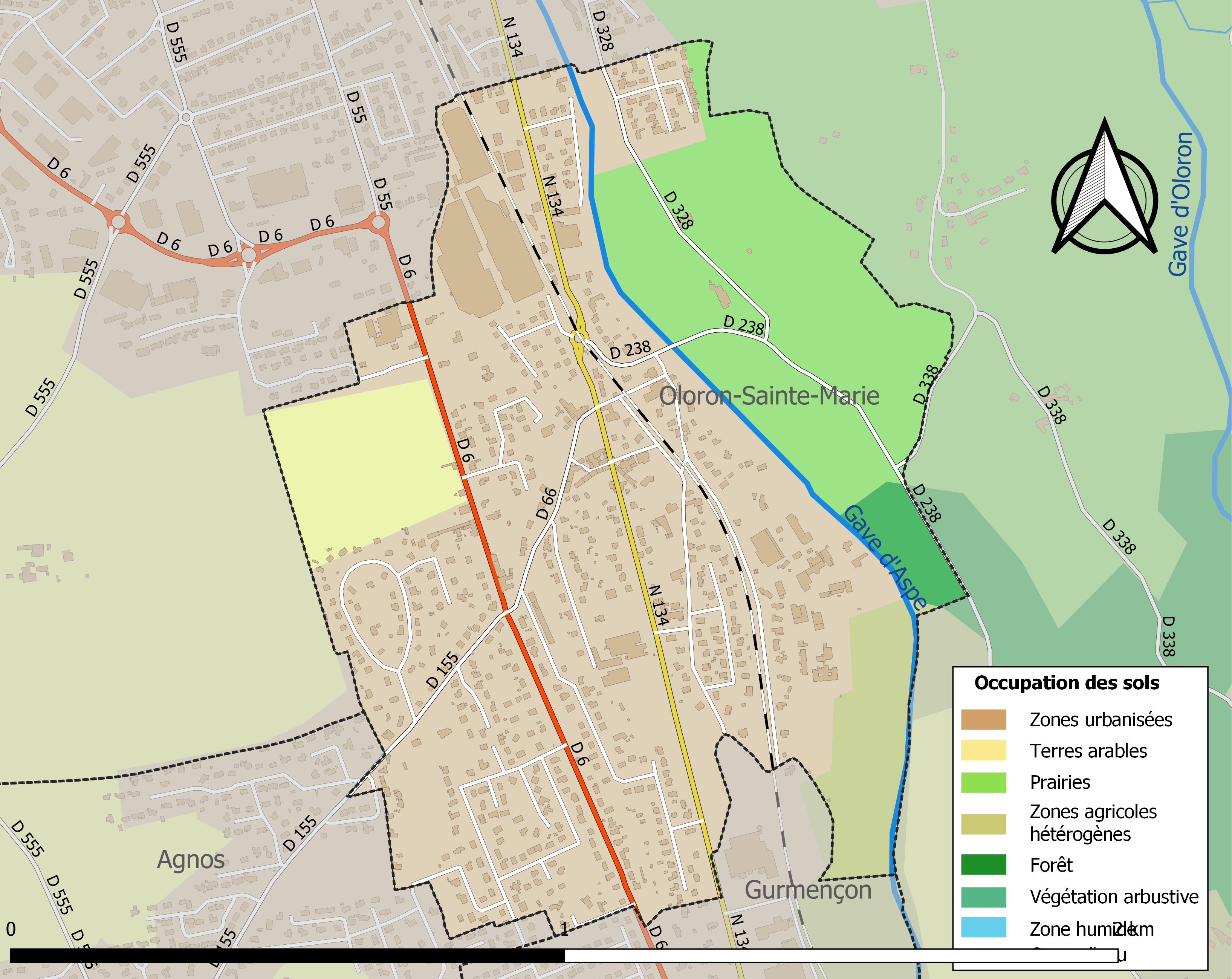
Kaart van de gemeente met belangrijkste infrastructuur, bodemgebruik en omliggende gemeenten

## Verkeer
In de gemeente ligt de spoorweghalte Bidos.

## Demografie
Onderstaande figuur toont het verloop van het inwonertal (bron: INSEE-tellingen).